# 戈亚斯州圣特雷济尼亚
戈亚斯州圣特雷济尼亚（葡萄牙語：Santa Terezinha de Goiás）是巴西戈亚斯州的一个市镇。总面积1202.195平方公里，总人口8684人，人口密度7.2人/平方公里。